# Quizquiz
 (novembre 2008).
Si vous disposez d'ouvrages ou d'articles de référence ou si vous connaissez des sites web de qualité traitant du thème abordé ici, merci de compléter l'article en donnant les références utiles à sa vérifiabilité et en les liant à la section « Notes et références ».

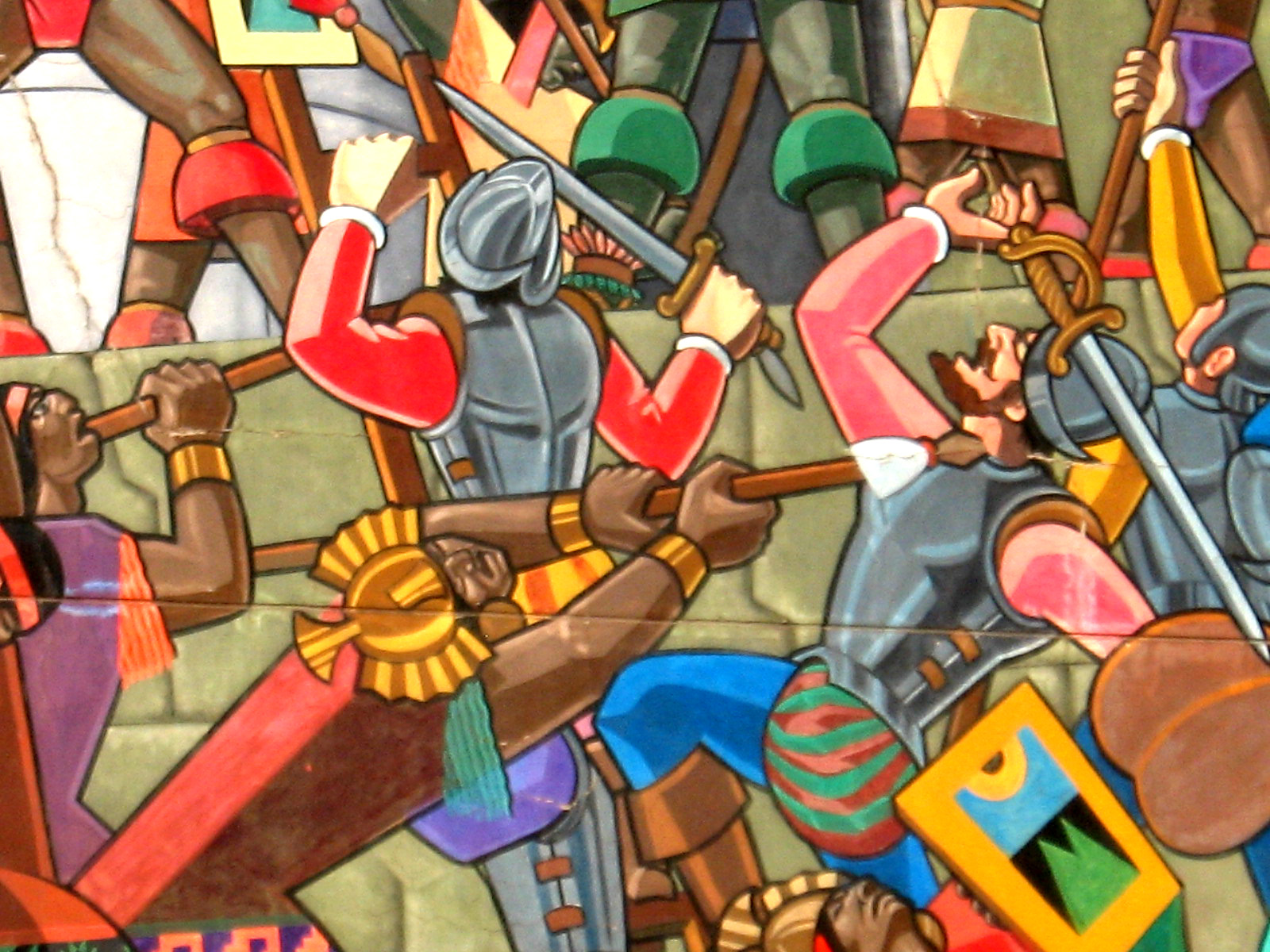
combats entre les derniers guerriers incas et les conquistadors espagnols, lors du siège de Cuzco (1533)

Quizquiz était un général d'Atahualpa.
Son nom, provenant d'une langue équatorienne, signifie textuellement « le barbier ». Parce que lors de son adolescence, a-t-on imaginé, il épilait son maître Huayna Capac. En fait, le surnom de « saigneur » ou de « boucher » conviendrait mieux à ce guerrier réputé pour sa férocité. C'est lui qui dirigea le massacre de la famille de Huascar, sur l'ordre d'Atahualpa. 

## La bataille de Quipaipan
Après la bataille de Chimborazo, Huascar rassembla ses derniers hommes, en tout 80 000 hommes, alors qu'au début de la guerre, il était fort de plusieurs centaines de milliers d'incas prêts à se battre pour lui (Huascar était maître de la zone sud de l'empire Inca divisé, soit la plus vaste et la plus peuplée). La bataille fut une victoire décisive atahualpiste, notamment grâce à Quizquiz qui captura lui-même Huascar. Après cette bataille, les deux parties nord et sud de l'empire se réunirent. Atahualpa devint le treizième empereur inca grâce à Quizquiz.

## Sa disparition
Les Espagnols et leurs alliés amérindiens avançaient vers Cuzco. Au moment où Atahualpa tombait aux mains de Pizarro, il occupait Cuzco qu'il tenta vainement de défendre. En 1533, les Espagnols assiègent Cusco, défendue par Quizquiz et son armée. Étant le seul grand général dirigeant la défense de Cuzco, qui plus est en infériorité numérique, il échoua. Après la prise de la ville par les Espagnols, il dirigea la retraite de ses troupes incas jusqu'en Équateur. Il fut assassiné par ses propres partisans qui voulaient négocier avec les Espagnols.